# کراتر

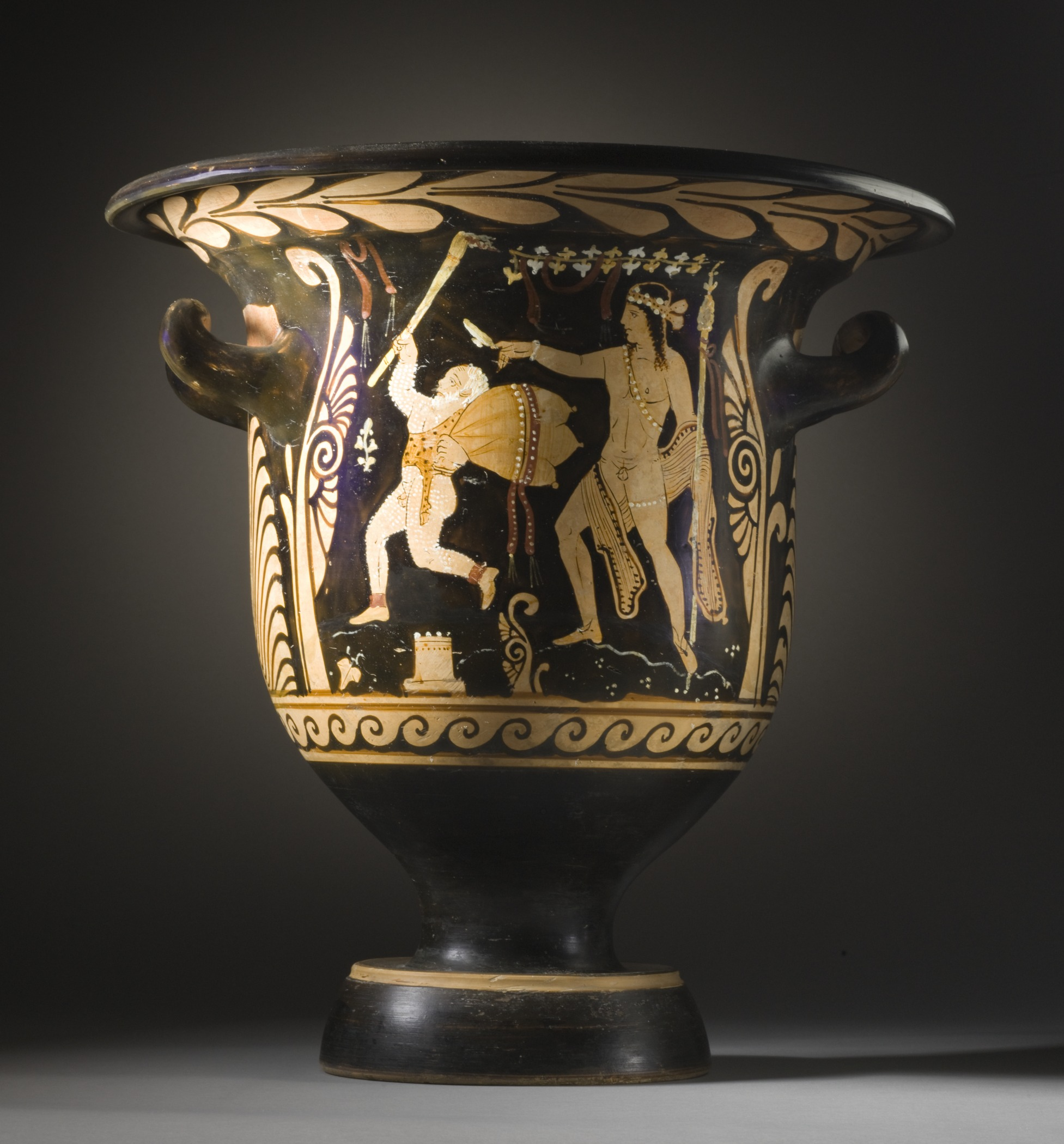
یک کراتر که در نقاشی روی آن دیونوسیس جوان در پی یک ساتیر (موجودی اسطوره‌ای که بسیار شهوت‌ران و شراب‌خوار است) می‌رود.

کراتر (به یونانی κρατηρ به معنای ظرفِ [مخصوص] مخلوط کردن) نوعی جام در یونان باستان بوده است که به منظور رقیق کردن شراب به وسیلهٔ آب از آن استفاده می‌شده است. در ضیافت‌های یونانی کراترها را در وسط اتاق قرار می‌دادند. کراترها نسبتاً بزرگ بودند و بنابراین وقتی پر می‌شدند به راحتی جابه‌جا نمی‌شدند. در آغاز ضیافت، مهمانان یک «ساقی» (συμποσίαρχος به معنای صاحب نوشیدنی مشترک) انتخاب می‌کردند که تا آخر مهمانی میزان ترکیب آب و شراب، پر کردن لیوان‌ها و غیره را بر عهده می‌گرفت تا ضیافت به آرامی پیش برود و کسی بیش از حد مست نشود.